# Communauté de communes Lubersac-Auvézère
La communauté de communes Lubersac-Auvézère est une ancienne communauté de communes française, située dans le département de la Corrèze et la région Nouvelle-Aquitaine.

## Historique
Le 1er janvier 2017 la communauté de communes fusionne avec celle du Pays de Pompadour pour former la nouvelle communauté de communes du Pays de Lubersac-Pompadour.

## Composition
La communauté de communes Lubersac-Auvézère regroupe six communes :
| Nom                       | Code Insee | Gentilé     | Superficie (km2) | Population (dernière pop. légale) | Densité (hab./km2) |
| ------------------------- | ---------- | ----------- | ---------------- | --------------------------------- | ------------------ |
| Lubersac (siège)          | 19121      | Lubersacois | 57,46            | 2 233 (2014)                      | 39                 |
| Benayes                   | 19022      |             | 23,12            | 242 (2014)                        | 10                 |
| Montgibaud                | 19144      |             | 13,99            | 236 (2014)                        | 17                 |
| Saint-Julien-le-Vendômois | 19216      |             | 23,29            | 258 (2014)                        | 11                 |
| Saint-Martin-Sepert       | 19223      |             | 15,71            | 302 (2014)                        | 19                 |
| Saint-Pardoux-Corbier     | 19230      |             | 17,44            | 399 (2014)                        | 23                 |

## Démographie
| 2006  | 2011  | - | - |
| ----- | ----- | - | - |
| 3 645 | 3 691 | - | - |

## Administration
| Période                                  | Période       | Identité           | Étiquette | Qualité                 |
| ---------------------------------------- | ------------- | ------------------ | --------- | ----------------------- |
| Les données manquantes sont à compléter. |               |                    |           |                         |
|                                          | 2013          | Jean-Pierre Decaie |           |                         |
| septembre 2013                           | décembre 2016 | Pierre Farges      |           | 1er adjoint de Lubersac |